# Magnus Löser
Magus Löser, zuvor Magnus von Refeldt (genannt 1313/25), gilt als legendärer Stammvater des sächsischen Adelsgeschlecht Löser und erster Erbmarschall von Kursachsen.

## Leben
Auf Magnus Löser führt sich das im Kurkreis ansässig gewesene Adelsgeschlecht Löser zurück.
Lorenz Peckenstein schreibt 1608 zum Namen der Löser: Sie haben vor Alters geheissen die von Refeldt/ nachmals ist der Name verendert worden [...] daß sie die Lösere genennet worden/von wegen eines des Stammes/ welcher seinen gefangenen Herrn von den Feinden erlöst/ vnd ledig gemacht hat/ darumb sie dann zur Danckbarkeit mit dem MarschalchAmt vff das Haus Pretzsch begnadet/ vnd verehret worden sind. Weiter wird verwiesen auf das Dorf Rehfeld an der Lochauer Heide, das wohl von dieser Familie den Namen erhalten hat.
Als Herzog Rudolf von Sachsen gemeinsam mit dem Meißner Markgraf Friedrich mit der gebissenen Wange von Markgraf Waldemar von Brandenburg gefangen gehalten worden war, sei deren gewaltsame Befreiung durch einen maßgeblich von Ritter Magnus Löser ausgearbeiteten Plan geschehen, welcher denn Anfaher ist dieses Namens/ vnd des gesambten Geschlechts Stifter/ Denn dieser seinen Herrn ledig vnd los gemacht hat/ vnd ist solches geschehen im Jahr/ da man zelet 1313. darauf die Belehnung erfolget ist.
Die sagenhafte Darstellung aus dem beginnenden 17. Jahrhundert vermischt Legende und Wirklichkeit. Markgraf Friedrich war tatsächlich in Gefangenschaft des brandenburgischen Markgrafen Waldemar gelangt. Doch dies war nicht 1313, sondern bereits 1312 und er wurde auch nicht gewaltsam befreit, sondern durch die den Vertrag von Tangermünde vom 13. April 1313, in dem er sich zu einer hohen Lösegeldzahlung und Abtretung von Gebietsansprüchen verpflichten musste.
Spätere Geschichtsschreiber übernahmen unkritisch die Darstellung von Peckenstein oder schmückten diese mit eigenen Varianten aus. So schreibt Johann Gottlob Horn 1728: Magnus von Rehfeld hat seinen Herrn Marggraff Friedrichen von Meissen, als er anno 1313. von Marggraff Woldemarn zu Brandenburg gefangen worden, aus dessen Händen liberieret, worauff er zum Gedächtniß dieser That den Zunamen Rehfeld müssen fallen lassen und den Geschlechts Nahmen Löser annehmen, darneben wegen seiner treuen Dienste mit der Dignitaet des Erb-MarschallAmbts vor sich und seine Decendenten begnadiget worden [...]
Er soll drei Söhne Hans, Conrad und Günther Löser hinterlassen haben, die in einem Lehnbrief von 1361 erwähnt werden. Günther Löser wurde Propst von Kemberg.
Urkundlich lässt sich 1339 ein Lossius de Rehefeld als Zeuge in einer Urkunde des Herzogs Rudolf von Sachsen nachweisen.